# Kortstjärtad skogsjuvel
Kortstjärtad skogsjuvel (Myrmia micrura) är en fågel i familjen kolibrier.

## Utseende
Kortstjärtad skogsjuvel är en mycket liten kolibri med, som namnet avslöjar, påtagligt kort stjärt. Hanen har ett glittrande violettfärgat "skägg" som inramas av vitt ovan och under. Honan saknar strupfläck och har beiegefärgad ton på undersidan, svaga streck i ansiktet och vit stjärtspets. 

## Utbredning och systematik
Arten är den enda i släktet Myrmia. Fågeln förekommer i torra buskmarker i sydvästra Ecuador och nordvästra Peru. Den behandlas som monotypisk, det vill säga att den inte delas in i några underarter.

## Status
Arten har ett stort utbredningsområde och beståndet anses stabilt. Internationella naturvårdsunionen IUCN listar den därför som livskraftig (LC).